# Santuario della Madonna della Rosa
Il santuario della Madonna della Rosa è un importante santuario mariano che sorge nei pressi di Ostra (AN), nelle Marche.

## Storia e descrizione

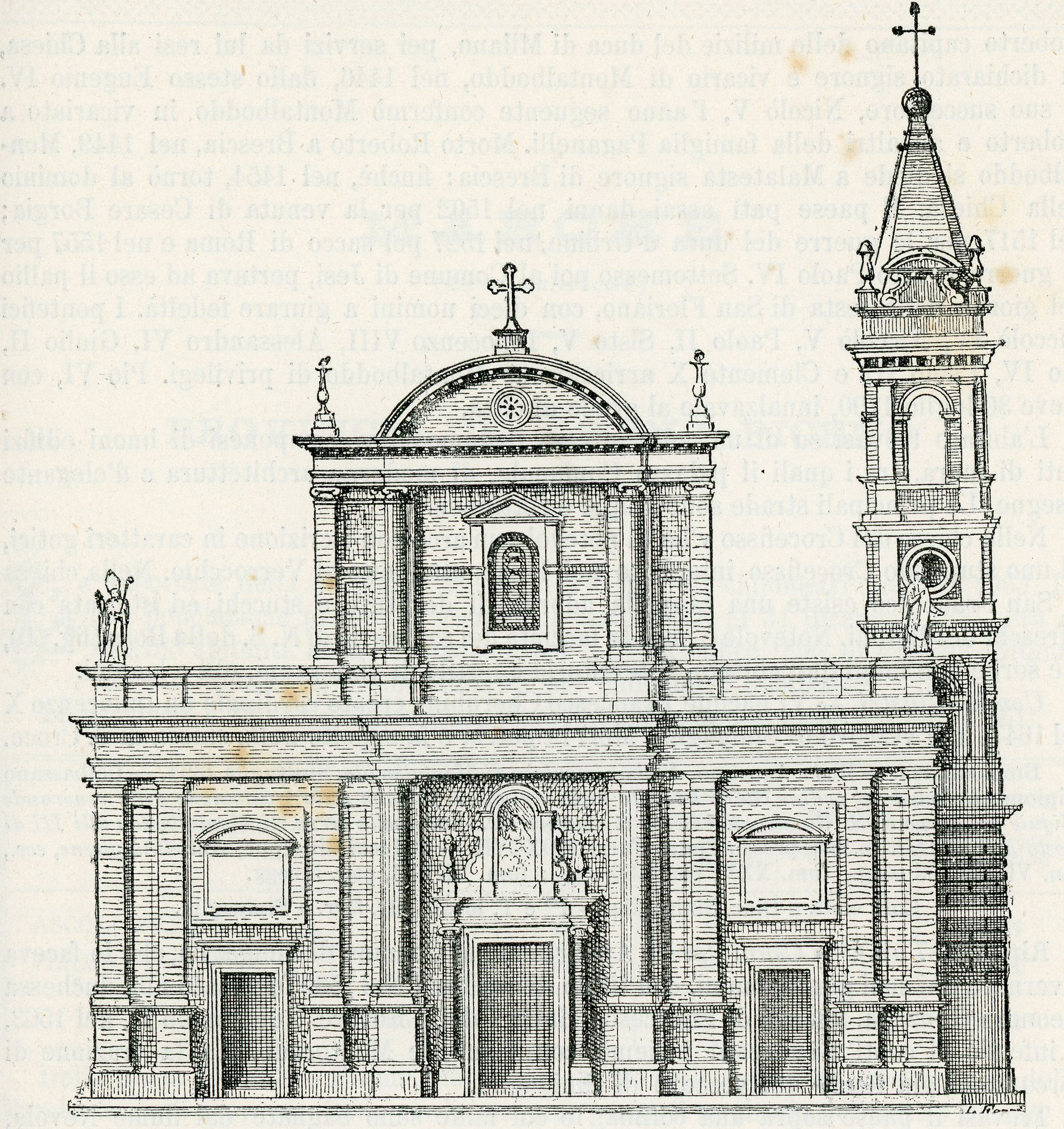
La facciata e il campanile del santuario in una stampa del 1898.

In questo luogo sorgeva già un'edicola con l'immagine dipinta della Madonna tenente una rosa in mano. La tradizione racconta che nel maggio del 1666 una fanciulla devota vi pose un giglio e che quel fiore rimase fresco e profumato per mesi. Così folle di fedeli cominciarono a recarsi in pellegrinaggio davanti all'edicola miracolosa.
Allora l'edicola venne sostituita da una cappella ispirata alla Sanca Casa della Basilica di Loreto. La volta venne affrescata dal pittore Tommaso Amantini di Urbania con le Storie della Vergine, mentre il romano Clemente Maioli dipinse i quattro Evangelisti, agli angoli, e i quattro Padri della chiesa, nei medaglioni. Il 15 luglio 1668, il Vescovo Marazzani di Senigallia, inaugurò la Cappella.
La devozione dei fedeli cresceva e la fama dei prodigi operati dalla Madonna della Rosa giunse fino al Soglio Pontificio che 1º settembre 1726, con decreto del Capitolo Vaticano, il vescovo Domenico Bartolomeo Castelli incoronava solennemente l’immagine della Madonna della Rosa e del bambino Gesù. Inoltre il 3 settembre 1730 si concesse alla Cappella il titolo di santuario..
Il crescente numero di pellegrini, spinse alla costruzione di un nuovo edificio, l'attuale, che venne costruito in 6 anni, dal 1748 al 1754, attorno alla cappella, inglobandola. Il nuovo tempio, eretto in stile tardobarocco, presenta pianta a croce greca. 
La facciata e il campanile vennero aggiunti tra il 1887 e il 1891, su disegno del Conte Francesco Vespasiani, architetto dell’Esposizione Vaticana a Roma, in stile neobarocco.
All'interno, in una cappella del santuario, si conservano innumerevoli ex-voto e due bandiere turche del 1717.